# Jan Firlej (starosta wolbromski)
Jan Firlej herbu Lewart (zm. 1641) – starosta wolbromski w latach 1616–1641. Syn Agnieszki Tęczyńskiej  i  Mikołaja Firleja.
Kształcił się w katolickich uczelniach w Ingolstadt i Lowanium. Brał udział w misjach dyplomatycznych. Był w składzie oficjalnej delegacji Jerzego Ossolińskiego, która przybyła do Londynu 27 marca 1621 r. aby przekonać króla Anglii Jakuba I do wstawiennictwa u Gustawa Adolfa w celu wstrzymania kroków wojennych wobec Polski (mieli też skłonić Anglię do pomocy Polsce w wojnie z Turcją). Od 1616 r. do bezpotomnej śmierci w 1641 r. był starostą wolbromskim.